# Kitty Carlisle
Kitty Carlisle (ur. 3 września 1910 w Nowym Orleanie, zm. 17 kwietnia 2007 w Nowym Jorku) – amerykańska aktorka i śpiewaczka operowa. Zmarła na niewydolność serca.

## Filmografia
- 1934: Murder at the Vanities jako Ann Ware
- 1943: Larceny with Music jako Pamela Mason
- 1990: Kojak: Kwiaty dla Matty'ego
- 1993: Szósty stopień oddalenia jako pani Bannister

## Wyróżnienia
Posiada swoją gwiazdę na Hollywoodzkiej Alei Gwiazd.